# Varsity Show
Varsity Show ist ein US-amerikanisches Filmmusical aus dem Jahr 1937. Er wurde von Louis F. Edelman, Hal B. Wallis und Jack L. Warner unter der Regie von William Keighley bei Warner Bros. produziert. Das Drehbuch für den Schwarzweißfilm schrieben Jerry Wald, Richard Macaulay, Sig Herzig und Warren Duff. Die US-Premiere fand am 4. September 1937 statt.

## Handlung
Der Quadrangle Club am Winfield College sammelt Geld und engagiert den Broadway-Produzenten Chuck Daly, um die alljährliche Uniaufführung zu organisieren. Daly, ein Alumnus des Winfield Colleges, ist nach einem erfolglosen Jahr in finanziellen Schwierigkeiten und nimmt das Angebot daher an. Der eigentlich mit der Veranstaltung beauftragte Professor Sylvester Biddle will seinen Posten jedoch nicht aufgeben und versucht die Studenten bei ihrer Planung zu behindern. Als dies nicht gelingt, überzeugt er die Universitätsverwaltung davon, dass die Organisation der Show nicht an Daly vergeben wird. Die Studenten besetzen jedoch für die bereits geplante Show ein stillgelegtes Broadway Theater, wo die Show ein Erfolg wird.

## Auszeichnungen
Busby Berkeley wurde 1938 mit dem Tanzfinale in Varsity Show für einen Oscar in der Kategorie Beste Tanzregie nominiert.